# 南阿哈福阿諾縣
南阿哈福阿諾縣（英語：Ahafo Ano South District）曾是迦納阿散蒂大區轄下之一縣。其區域面積1,212.5平方公里，2010年人口121,659人。曼克朗索為該縣的首府。此縣於2018年3月15日拆分成西南阿哈福阿諾縣與東南阿哈福阿諾縣等兩縣而廢除。

## 著名人物
- 蓋布瑞·巴里馬（英语：Gabriel Barima），前南阿哈福阿諾縣行政首長

## 外部連結
- . Statoids.
- GhanaDistricts.com